# ボルコ2世マウィ

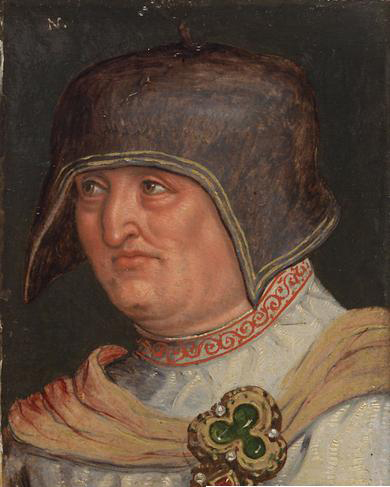
ボルコ2世マウィ（16世紀）

ボルコ2世マウィ（Bolko II Mały、1312年頃 - 1368年7月28日）は、シロンスク・ピャスト家最後の独立諸公。シフィドニツァ公（在位：1326年 - 1368年）、ヤヴォル＝ルヴヴェク公（在位：1346年 - 1368年）、ルサティア公（在位：1364年 - 1368年）、ブジェク半国及びオワヴァの公（在位：1358年 - 1368年）、シェヴィエシュ公（在位：1359年 - 1368年）、グウォグフ半国及びシチナヴァ半国の公（在位：1361年 - 1368年）。シフィドニツァ公ベルナルトの長男、母はポーランド王ヴワディスワフ1世の娘クネグンダ。マウィ（Mały）は「小さい」を意味する異称。

## 生涯

### 公国の独立確保の試み
1326年に父が死ぬとボルコ2世は遺領を継承したが、弟ヘンリク2世を共同統治者とした。公爵兄弟はまだどちらも10代だったため、母クネグンダ、父方の叔父であるヤヴォル公ヘンリク1世、ジェンビツェ公ボルコ2世が後見人となった。ザクセン＝ヴィッテンベルク公ルドルフ1世（後にザクセン選帝侯）と再婚していた母が1331年に亡くなると、ボルコ2世は親政を開始した。
ボルコ2世が親政開始後すぐに直面したのが、自らの領する小公国の独立を保つという問題だった。ポーランドの分裂状態が、ポーランド王国にもその近隣諸国にも属そうとしない自主独立の気風を生んでいたのである。当時、シロンスク諸公国を支配下に収めようと狙っていたのが、ボヘミア王ヨハン・フォン・ルクセンブルクだった。1329年、ヨハンはシフィドニツァ公に自らの宗主権を認めさせようという最初の試みを行った。ヨハンは既にほぼ全てのシロンスク諸公を封臣として、同地域に大きな影響力を持つようになっていた。しかし、2人の諸公だけはボヘミアに膝を屈するのを拒んだ。ボルコ2世とその妹コンスタンツィアの夫、グウォグフ公プシェムコ2世である。
ボルコ2世は公国の独立維持にはもっと多くの軍勢が必要だと悟り、ハンガリー王カーロイ1世の宮廷に赴き、自分の独立主権を守ってもらうことを確約された。その直後、ボルコ2世は母方の祖父であるポーランド王ヴワディスワフ1世と交流を持つようになり、1329年には伯母ベアトリチェの夫で神聖ローマ皇帝に即位したばかりだったルートヴィヒ4世の許を訪ねている。

### ボヘミア王の圧迫、近隣諸国との反ボヘミア同盟結成
だが、ボヘミア王ヨハンの圧力から身を守ろうとするボルコ2世の試みは失敗し、ヨハンは1331年にドイツ騎士団と同盟して（騎士団はポーランドを足止めする役割を担った）、シレジアに遠征した。この時期のボルコ2世の行動は詳しく判っていないが、ヨハンのシレジア進軍はさほど容易なものではなかった。ニェムチャ包囲とグウォグフでの攻防戦は予想したより長くかかり、おまけにボヘミア国王軍は和議の場であったカリシュに到着するのが遅れてしまった。結局、ボヘミア王が自国の領域に併合出来たのはグウォグフ公国のみだった。
1336年、ボルコ2世の同名の叔父であるジェンビツェ公ボルコ2世がボヘミア王に臣従し、ジェンビツェ公は臣従と引き換えにグラーツ郡を獲得した。この臣従はポーランドの新国王カジミェシュ3世が、シロンスクに対する要求権の一部を放棄したことに乗じて行われたものであった。
孤立状況に追い込まれながら、ボルコ2世はポーランド、ハンガリーと共に反ボヘミア同盟を結成するための策動を続けた。自らの国際的地位を高めるため、1338年6月1日、ボルコ2世はハプスブルク家の一員であるオーストリア公レオポルト1世の娘アグネスと結婚した。ハプスブルク家はルクセンブルク家の主要なライバルであり、オーストリアとシュタイアーマルクを獲得して力を増していた新興貴族家門であった。地位向上は早くも効果を現し、ボルコ2世の領国に住む商人達はハールィチ周辺まで取引範囲を広げることが出来るようになった。1345年1月1日、ボルコ2世の外交努力は実を結び、神聖ローマ皇帝ルートヴィヒ4世、ポーランド王カジミェシュ3世、ハンガリー王ラヨシュ1世（カーロイ1世の息子）の公式の同盟が成立した。

### ポーランド王カジミェシュ3世によるボヘミア遠征
この直後、ポーランド王カジミェシュ3世は自分の利益のために反ボヘミア同盟を利用することになった。カジミェシュ3世はボヘミア王ヨハンの長男であるモラヴィア辺境伯カール（後の皇帝カール4世）を投獄した。ヨハンは報復としてボルコ2世の領国を侵略し、対するポーランドとハンガリーはボヘミアに宣戦した。ボルコ2世はシフィドニツァ包囲中のボヘミア軍が各方面に分散したのを好機として、ボヘミア軍を撃退することが出来た。しかし、神聖ローマ皇帝ルートヴィヒ4世はすぐにボヘミア王との一時的な休戦条約を結んだ。戦況は一進一退を繰り返し、どちらの陣営も相手に決定打を下すことが出来なかった。シフィドニツァ公国に関しては、ボルコ2世は1345年にカミェンナ・グラの要塞を失ったが、1348年に姦計を用い、商人に変装させた兵士たちを送り込んで、この要塞を取り戻した。
ボヘミア王ヨハンは1346年、百年戦争の最中のクレシーの戦いで戦死していたため、中欧での戦争終結を見ることは出来なかった。ルートヴィヒ4世も翌1347年に死去、1348年11月22日、ナムィスウフで和約が結ばれ、戦争は結局引き分けに終わった。この時理由は不明だが、ボルコ2世は交渉権を認められず、シフィドニツァ公国の利益はポーランド王が代表することになった。ボルコ2世とボヘミアの新国王である神聖ローマ皇帝カール4世の関係正常化は、1350年8月16日、オーストリア公アルブレヒト2世による調停によってようやく実現した。

### ルクセンブルク家のカール4世との決着
1350年の和約に調印した後、ボルコ2世はポーランド王カジミェシュ3世、ハンガリー王ラヨシュ1世との友好関係を犠牲にせぬよう注意深くではあるが、ルクセンブルク家への接近を始めた。1346年に唯一生き残っていた叔父のヤヴォル公ヘンリク1世が死ぬと、ボルコ2世はその遺領であるヤヴォル＝ルヴヴェク公国を相続した。その直前、ボルコ2世の弟で名ばかりの共同統治者だったヘンリク2世が、一人娘のアンナを残して死んでいた。ボルコ2世はこの姪の後見人となり、ゆくゆくは彼女に自分の公国を相続させようと考えだした。
1350年12月13日、11歳のアンナと、カール4世の長男で僅か生後11か月のヴェンツェルの婚約が成立した。婚約時の契約によれば、アンナとヴェンツェルは、ボルコ2世が今後子供をもうけなかった場合（その見込みが強かった）、その遺領を相続することが取り決められた（但し、ボルコ2世の妻アグネスが夫の遺言によって公国を寡婦領として獲得した場合は、彼女の死後に公国を相続するという規定も盛り込まれていた）。しかし婚約から15日後の12月28日、ヴェンツェルが急死したため婚約は白紙に戻った。しかし、カール4世はボルコ2世の遺産を平和的な形で獲得する計画を、あきらめてはいなかった。
年が明けて1353年2月2日、妃アンナ・フォン・デア・プファルツが息子ヴェンツェルの後を追うように亡くなると、カール4世はボルコ2世の公国を入手するための次なる手を打った。妻の死後まもなく、カール4世はボルコ2世にその姪との再婚を打診し、婚約成立に際して以前の婚前契約を再発効させたのである。結婚式は1353年5月27日、ハンガリーの首都ブダ（アンナは父の死後、母の実家に引き取られていた）で執り行われた。参列者はオーストリア公アルブレヒト2世、ハンガリー王ラヨシュ1世、ブランデンブルク辺境伯ルートヴィヒ3世、ザクセン選帝侯ルドルフ1世のほか、ポーランド王カジミェシュ3世の使節、ヴェネツィア共和国の使節など錚々たる顔ぶれであった。

### カール4世との協調、自領の拡大
カール4世との政治上の親密な協力関係は、ボルコ2世にかなりの利益をもたらし、領土拡張の面では大いに恩恵を受けることになった。領内の経済的繁栄を背景に、ボルコ2世は財政難に悩むシロンスクの他の諸公から多くの領土を買い取った。1358年にはレグニツァ公ヴァツワフ1世から、ズウォティ・ストクの金鉱、ブジェクの半分とオワヴァを購入した。その直後、シチナヴァ公ヤンからシチナヴァの半分を買い取っている。1359年、皇帝はボルコ2世にフリードラントを含むボヘミアの国境地域を購入することを許可した。同年、ボルコ2世はチェシン公プシェミスワフ1世ノシャクからシェヴィエシュを2300グジヴナで買った。翌1360年にはケンティ・ヴロツワフスキェを購入した。
またこの年、カール4世とボルコ2世の良好な関係が功を奏し、グウォグフ公プシェムコ2世の未亡人として30年近くを過ごしたボルコ2世の妹コンスタンツィアが、ボヘミアに支配されていたグウォグフ半国の領有を認められた（もう半分はジャガン公が1349年に獲得していた）。1361年、既に修道女となっていたコンスタンツィアは、グウォグフ半国を兄ボルコ2世に譲渡した。皇帝はいずれ領地を取り戻せるはずだったため、彼がグウォグフを獲得するのを望んだ。
ボルコ2世にとって破格の不動産となったのは、1364年4月14日に銀2万1000グジヴナという大枚をはたいて皇帝から買い取ったラウジッツ（ルサティア）近郊の大都市及び周辺の領地である。この領地はボルコ2世の持つ財産の中でも最も重要かつ高級なものだった。
同年、ボルコ2世はクラクフ会議に主賓の君主の1人として招かれた。公爵はそこで、ポーランド王カジミェシュ3世が主人役を務め、ハンガリー王ラヨシュ1世、デンマーク王ヴァルデマー3世、キプロス王ピエール1世、オポーレ公ヴワディスワフ、スウプスク公ボグスワフ5世らが出席した高名な「ヴィエルジネクの祝宴」に参加している。
1368年7月28日、56歳で亡くなり、グリュッサウ修道院に埋葬された。ボルコ2世はヴワディスワフ2世（亡命公）を始祖とするシロンスク諸公の中で、最後の独立諸公となった。公国は妻アグネスが1392年に死ぬまで管理したが、その後はカール4世とボルコの姪アンナとの間に生まれたローマ王ヴェンツェルによって、ボヘミア王国に併合された。